# 1854 Skvortsov
1854 Skvortsov este un asteroid din centura principală, descoperit pe 22 octombrie 1968 de Tamara Smirnova.